# Skilanglauf-Weltcup im Val Müstair
Der Skilanglauf-Weltcup im Val Müstair gehört seit der Saison 2012/13 zum Skilanglauf-Weltcup und wird alle zwei Jahre im Wechsel mit der Lenzerheide im Münstertal (Val Müstair) ausgetragen. Er wird vom Internationalen Ski-Verband (FIS) und durch die Tour de Ski Val Müstair veranstaltet. Die Rennen finden in Tschierv statt, und eine Rundstrecke ist 2 × 750 Meter lang.

## Geschichte
Die Verantwortlichen von der Tour de Ski Val Müstair hatten sich beim Schweizer Skiverband Swiss-Ski um die Austragung eines Skilanglauf-Weltcups beworben und haben zur Saison 2012/13 den Zuschlag erhalten. Am 1. Januar 2013 gab es den ersten Weltcup im Val Müstair im Rahmen der Tour de Ski.

## Ergebnisse

### Damen
| Auflage | Saison  | Disziplin                   | Sieger                   | Zweiter                  | Dritter                  |
| ------- | ------- | --------------------------- | ------------------------ | ------------------------ | ------------------------ |
| 01      | 2012/13 | Sprint Freistil             | Kikkan Randall           | Ingvild Flugstad Østberg | Heidi Weng               |
| 02      | 2014/15 | Sprint Freistil             | Marit Bjørgen            | Heidi Weng               | Ingvild Flugstad Østberg |
| 03      | 2016/17 | Sprint Freistil             | Stina Nilsson            | Maiken Caspersen Falla   | Heidi Weng               |
| 03      | 2016/17 | 5 km klassisch Massenstart  | Ingvild Flugstad Østberg | Heidi Weng               | Krista Pärmäkoski        |
| 04      | 2018/19 | Sprint Freistil             | Stina Nilsson            | Sophie Caldwell          | Jessie Diggins           |
| 05      | 2020/21 | Sprint Freistil             | Linn Svahn               | Anamarija Lampič         | Jessie Diggins           |
| 05      | 2020/21 | 10 km klassisch Massenstart | Linn Svahn               | Heidi Weng               | Julija Stupak            |
| 05      | 2020/21 | 10 km Verfolgung Freistil   | Jessie Diggins           | Rosie Brennan            | Frida Karlsson           |
| 06      | 2022/23 | 1,5 km Sprint Freistil      | Nadine Fähndrich         | Maja Dahlqvist           | Lotta Udnes Weng         |
| 06      | 2022/23 | 10 km Verfolgung klassisch  | Tiril Udnes Weng         | Kerttu Niskanen          | Frida Karlsson           |

### Männer
| Auflage | Saison  | Disziplin                   | Sieger                 | Zweiter                | Dritter                |
| ------- | ------- | --------------------------- | ---------------------- | ---------------------- | ---------------------- |
| 01      | 2012/13 | Sprint Freistil             | Finn Hågen Krogh       | Federico Pellegrino    | Len Väljas             |
| 02      | 2014/15 | Sprint Freistil             | Federico Pellegrino    | Petter Northug         | Martin Johnsrud Sundby |
| 03      | 2016/17 | Sprint Freistil             | Sergei Ustjugow        | Federico Pellegrino    | Finn Hågen Krogh       |
| 03      | 2016/17 | 10 km klassisch Massenstart | Sergei Ustjugow        | Martin Johnsrud Sundby | Didrik Tønseth         |
| 04      | 2018/19 | Sprint Freistil             | Johannes Høsflot Klæbo | Federico Pellegrino    | Sergei Ustjugow        |
| 05      | 2020/21 | Sprint Freistil             | Federico Pellegrino    | Alexander Bolschunow   | Richard Jouve          |
| 05      | 2020/21 | 15 km klassisch Massenstart | Alexander Bolschunow   | Dario Cologna          | Iwan Jakimuschkin      |
| 05      | 2020/21 | 15 km Verfolgung Freistil   | Alexander Bolschunow   | Artjom Malzew          | Maurice Manificat      |
| 06      | 2022/23 | 1,5 km Sprint Freistil      | Johannes Høsflot Klæbo | Federico Pellegrino    | Sindre Bjørnestad Skar |
| 06      | 2022/23 | 10 km Verfolgung klassisch  | Johannes Høsflot Klæbo | Pål Golberg            | Federico Pellegrino    |